# Safara e Santo Aleixo da Restauração
Safara e Santo Aleixo da Restauração est une paroisse civile portugaise (en portugais : freguesia) de la municipalité de Moura dans le district de Beja. Elle est créée en 2013, par fusion des paroisses de Safara et Santo Aleixo da Restauração.

## Géographie
Safara e Santo Aleixo da Restauração est située à l'est de Moura. La paroisse est limitrophe de la municipalité de Barrancos, au nord, et de l'Espagne, au sud et à l'est.

## Histoire
La paroisse est créée par la loi no 11-A/2013 du 28 janvier 2013 portant réorganisation administrative du territoire des freguesias, en fusionnant les paroisses de Safara et Santo Aleixo da Restauração. Son nom officiel est União das Freguesias de Safara e Santo Aleixo da Restauração et son siège est fixé à Safara.

## Démographie
Lors du recensement de 2021, Safara e Santo Aleixo da Restauração compte 1 566 habitants.